# Yamaha DX7

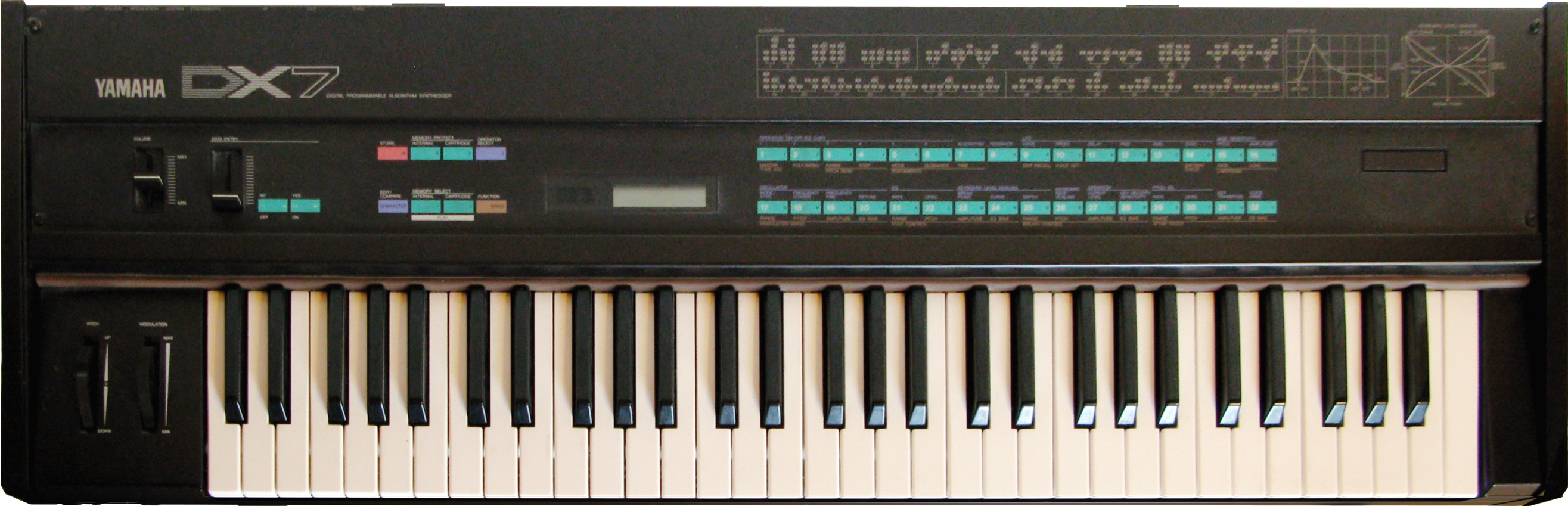
Imagen del teclado y botones del Yamaha DX7

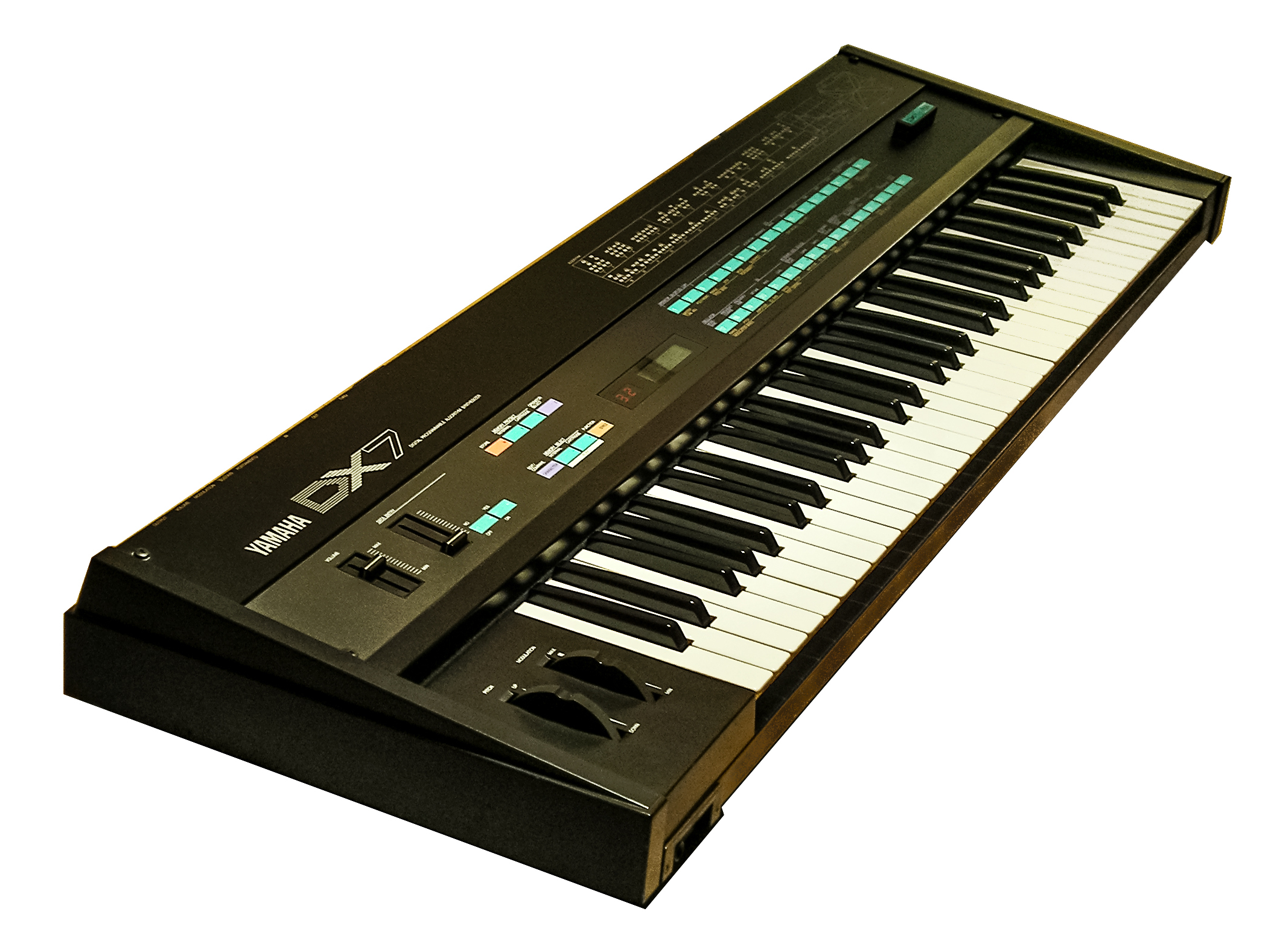
Yamaha DX7

El sintetizador Yamaha DX7 llegó al mercado en 1983 y se fabricó hasta el año 1986, calculándose que se produjeron unas 160 mil unidades. En esa época era un instrumento musical realmente novedoso: por ser digital (afinación estable, sonido más «limpio» que el analógico), emplear la síntesis FM, tener MIDI y ser polifónico. Por esto mismo, se transformó en uno de los que mayor éxito y demanda tuvo.

## Características

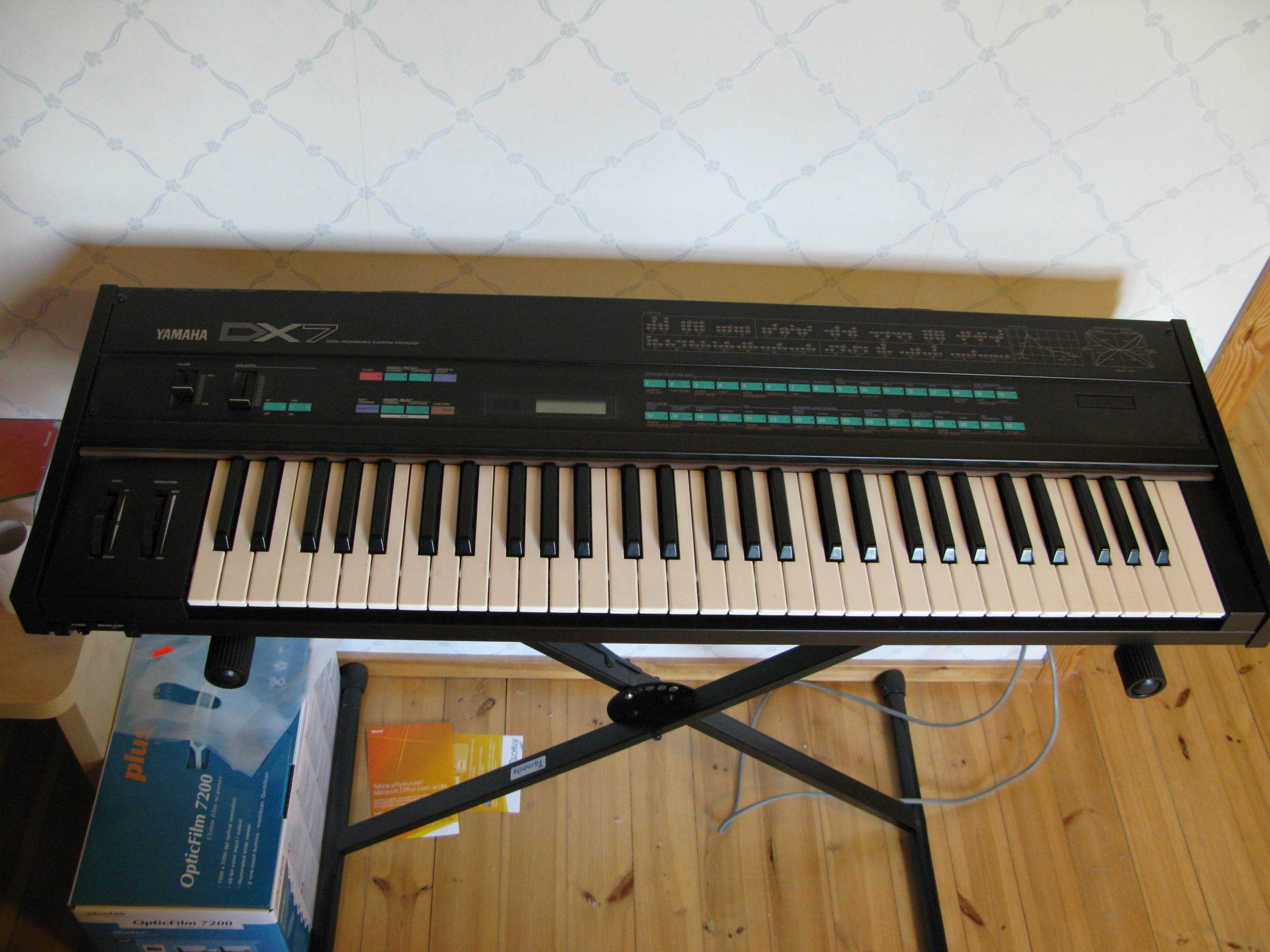
Un Yamaha DX7 sobre un soporte.

A pesar de ser difícil de programar (estructura novedosa y compleja de parámetros, pantalla pequeña, selección de parámetros y asignación de valor uno a uno), este sintetizador siempre se le ha destacado su magnífica capacidad de edición de sonido, ya que tiene 6 osciladores (operadores) que se combinan entre sí mediante 32 algoritmos. Sin embargo la complicación de su programación deriva de la posibilidad que ofrece para obtener sonidos muy complejos que antes no podían ser sintetizados en los teclados analógicos. Además, fue el primero en utilizar el tipo de síntesis FM (desarrollada años atrás por el profesor John Chowning) a un precio asequible. 
En cuanto a sus características, destacan sus sonidos de timbre agudo (campanas, bajo slap, clavinet) y ser un teclado con intensidad variable (velocity) y Aftertouch de un tacto muy agradable. Su sonido era crudo por no tener ningún efecto interno procesando el audio mediante un delay o una reverb.
Este sintetizador tiene una de las interfaces MIDI más primitivas, ya que tan solo transmite por el canal 1, aunque puede recibir en cualquiera de los 16. Sin embargo, no fue el primer sintetizador con esta tecnología, ya que meses antes de su lanzamiento, Sequential Circuits lanzó el Prophet 600, considerado el primer sintetizador en incorporar dicho protocolo. En cuanto a la velocidad máxima transmitida vía MIDI, está en el margen del valor 100 ms (como máximo 118 con una pulsación enérgica).

## Modelos posteriores
Dos años después de la aparición del primer modelo, Yamaha lanzó al mercado por un lado el lujoso y costoso DX1 (sintetizador con una interfaz realmente llamativa) y por otro el más asequible, DX5. Ambos adelantarían la filosofía del modelo DX7II.
A finales de 1986, y tras una versión mejorada intermedia llamada DX7s, sale al mercado el DX7II. En una revisión con grandes cambios entre los que destacan la posibilidad de ser bitímbrico, tener la posibilidad de sonido DUAL (dos capas), SPLIT o SINGLE, sonido estéreo, bancos de memorias ampliados, interfaz más cómoda (pantalla grande), MIDI mejorado, etc. 
La empresa Native Instruments creó un software emulando al DX7 llamado FM7. Y el recientemente mejorado FM8 permite realizar todas las funciones de un DX7 pero con muchas más posibilidades como algoritmos configurables por el usuario, mayor polifonía, etc.
La empresa Arturia desarrolló el software virtual DX7 V, parte de su V Collection. Con DX7 V, no solo hay más de todo, sino que su interfaz también hace que sea fácil y divertido de controlar.

## Artistas que lo han utilizado
- A-ha
- Alejandro Dolina
- Al Jarreau
- Arzenico
- Andrés Calamaro
- Baltimora
- Brian Eno
- Brian May
- Bonny Cepeda
- Bronski Beat
- Cabaret Voltaire
- Caifanes
- Casiopea
- Charly García
- Chelito De Castro
- Chico Che
- Chris Lowe
- Coil
- Crowded House
- Dante Grela
- Dead Or Alive
- Los abuelos de la nada
- Deep Purple
- De Kiruza
- Depeche Mode
- D:Ream
- Eddie Van Halen
- Ellos
- Enanitos Verdes
- Enya
- Europe
- Fito Paez
- Fleetwood Mac
- Freddie Mercury
- Front 242
- Genesis
- George Duke
- Grupo Cariño de Javier lui
- Grupo El Tiempo
- Grupo Niche
- Grupo Liberación De "Virgilio" Canales
- Grupo Impacto de Montemorelos
- Grupo Pegasso del "Pollo" Estevan
- Grupo Viento y sol
- Harold Faltermeyer
- Herbie Hancock
- Howard Jones
- Hugo Fattoruso
- Industria del amor
- Ilan Chester
- Jan Hammer
- James Brown
- James Ingram
- Joe Arroyo
- Julian Lennon
- Kavinsky
- Kitarō
- Kraftwerk
- Leonardo Castro
- Les Luthiers
- Level 42
- Los Cougar's de Cd. Mante
- Los Barón de Apodaca
- Los Bondadosos
- Los Bukis
- Los Felinos
- Los Jaivas
- Los Temerarios
- Los Reyes Locos de Nueva Rosita
- Los Rehenes de "Javier Torres"
- Los Plebeyos
- Los Yonic's
- Los Vickos de "Ramón Daniel"
- Mazizo Musical
- zapp and roger
- Michael Jackson
- Miguel Mateos
- Miku Hatsune
- Mr. Mister
- Nine Inch Nails
- Olé olé
- Orly
- Patrulla 81
- Paul Hardcastle
- Pedro Aznar
- Pimpinela
- Pseudo Echo
- Queen
- Ray Charles
- Rigo Tovar
- Rodrigo Etchebarne
- Rush
- Sandra
- Soda Stereo
- Spinetta Jade
- Stevie Wonder
- Stock Aitken Waterman
- Stratovarius
- Talking Heads
- The Communards
- The Cure
- The Shadows
- The Smiths
- Tony Banks
- Toto
- Toppaz de Reynaldo Flores
- Type O Negative
- U2
- Ulises Labaronnie
- Underworld
- Vangelis
- Virus
- Whitney Houston
- Yanni
- Yes
- Zoé